# Ianca
Ianca ist eine Kleinstadt im Kreis Brăila in Rumänien.

## Lage
Ianca liegt im Nordosten der Walachischen Tiefebene. Die Kreishauptstadt Brăila befindet sich etwa 40 km nordöstlich.

## Geschichte
Ianca wurde 1834 erstmals urkundlich erwähnt und 1989 zur Stadt erklärt. Die wichtigsten Erwerbszweige sind die Landwirtschaft, die Lebensmittel- und die Erdölindustrie.

## Bevölkerung
Bei der Volkszählung 2002 lebten in Ianca 11.383 Personen, darunter 11.262 Rumänen und 116 Roma. Etwa 6700 wohnten in der eigentlichen Stadt, die übrigen in den sechs eingemeindeten Ortschaften.

## Verkehr
Durch die Stadt verläuft die wichtige Bahnstrecke Buzău–Galați. Am Bahnhof Ianca Sat halten auch Schnellzüge, an der Haltestelle Ianca (Ortsteil Gara Ianca) nur Nahverkehrszüge.

## Sehenswürdigkeiten
- Das Naturreservat Lișcoteanca
- Das Städtische Museum
- Die Seen Ianca und Plopu

## Partnerstadt
- La Chapelle-sur-Erdre in Frankreich